# Asmik Grigorian
Asmik Grigorian (Vilnius, 12 maggio 1981) è un soprano lituano.

## Biografia
Figlia del tenore armeno Gegham Grigorian e del soprano Irena Milkevičiūtė, primadonna del Teatro dell'opera nazionale lituana, Asmik Grigorian nacque nella Repubblica Socialista Sovietica Lituana nel 1981 e studiò al conservatorio della natia Vilnius, diplomandosi nel 1999. Successivamente proseguì la sua formazione all'Accademia Lituana di Musica e Teatro, dove conseguì la laurea magistrale nel 2006. Due anni prima aveva fatto il suo esordio sulle scene a Kristiansand come Donna Anna nell'allestimento di Jonathan Miller del Don Giovanni. 
Nel 2005 esordì in Lituania come Violetta ne La traviata, sempre per la regia di di Miller; per la sua interpretazione vinse il suo primo Auksinis scenos kryžius, massimo riconoscimento del teatro lituano. Nel 2005 fece anche il suo debutto all'Opera Nazionale Lettone, dove nel corso degli anni avrebbe cantato in un vasto repertorio che annoverava i ruoli di Violetta, Alcina, Micäela in Carmen, Susanna e la Contessa ne Le nozze di Figaro, Rusalka, Liza ne La dama di picche, Donna Elvira in Don Giovanni e Charlotte nel Werther. Nel 2006 esordì alla Wigmore Hall e fu uno dei membri fondatori della Vilnius City Opera, ove cantò come Mimi e Musetta ne La bohème, Nedda in Pagliacci, Manon, Charlotte, Leonora ne Il trovatore, Liza ne La dama di picche, Tat'jana in Eugenio Onegin e Mrs Lovett in Sweeney Todd, che le valse il suo secondo Auksinis scenos kryžius nel 2010. 
Nel 2016 vinse l'International Opera Award per la miglior giovane cantante, mentre nel 2017 fece un acclamato debutto al Festival di Salisburgo come Marie in Wozzeck. Del 2019 è il debutto al Teatro alla Scala come Marietta in Die tote Stadt, l'esordio all'Edinburgh International Festival con Eugenio Onegin e la vittoria del Premio Franco Abbiati della critica musicale italiana. L'anno dopo esordì alla Wiener Staatsoper come Cio-Cio San, tornandovi poi a cantare come Tat'jana, Jenufa, Manon Lescaut, Nedda, Elisabetta nel Don Carlo e Turandot nel suo debutto nella parte nel 2023. 
Nel 2021 debuttò nel ruolo di Jenůfa in occasione del suo esordio alla Royal Opera House. Nel 2023 ha sostenuto per la prima volta il ruolo di Lady Macbeth nel Macbeth al Festival di Salisburgo ed ha esordito all'Arena di Verona come Cio-Cio-San, tornando ad interpretare la parte nel 2024 anche al Covent Garden e in occasione del suo debutto al Metropolitan Opera House. Sempre nella stagione 2024/2025 ha esordito come Norma al Theater an der Wien, come Rusalka al Teatro di San Carlo, al Gran Teatre del Liceu e alla Bayerische Staatsoper e come Suor Angelica/Lauretta/Giorgetta nel Trittico all'Opéra Bastille, cantando anche come Salomè diretta da Antonio Pappano con la London Symphony Orchestra e tornando a Salisburgo come Lady Macbeth.